# كريس دوكوس
كريس دوكوس (بالإنجليزية: Chris Daukaus؛ مواليد 25 سبتمبر 1989) هو مُقاتل فنون قتالية مختلطة أمريكي.

## وصلات خارجية
- كريس دوكوس على موقع يو إف سي (الإنجليزية)
- كريس دوكوس على موقع شيردوغ (الإنجليزية)
- كريس دوكوس على موقع Tapology.com (الإنجليزية)
- كريس دوكوس على موقع فايت ماتريكس (الإنجليزية)